# Cooke City-Silver Gate
Cooke City-Silver Gate è un census-designated place degli Stati Uniti d'America, nello stato del Montana, nella Contea di Park. Nel 2000 contava 140 abitanti. Si trova sulla linea di confine tra lo stato del Montana e del Wyoming.